# Ходорів (село)
Хо́дорів — село в Україні, в Обухівському районі Київської області з 2020 року увійшло до Ржищівської міської територіальної громади. Населення становить 155 осіб. Розташоване на березі Дніпра. Відстань до Києва — 90 км.

## Історія
Перші згадки датовані 15 століттям. Хоча поселення на місці села існувало вже у 9-10 століттях, від тих часів збереглсоя Ходорівське городище. 

Назва, ймовірно походить від якогось Ходора (Федора) — ймовірного заснованика чи управителя замку городища.
За іншою версією, назва села походить від особливостей місцевого рельєфу: ходо-рів, хід рвом до Дніпра.
Ходорів — село Київського повіту Канівського староства в 3 милях від замку. 1536 р. на прохання господарського дворянина Гридка Олексійовича йому надано селище Ходорово з островом і землею Русинівською. Володів киянин Онкович (1552). У 1594 р. уже існувало село, що належало Андрієві Халецькому. 1612 р. шляхтич Юзеф Ян Халецький заставив його своїй дружині Єві Хучиковні, він же власник за люстрацією 1616 р. "На початку XVIII ст. Ходорів належав Федорові Тишкевичу й потім його синові Антонію, від якого близько 1740 р. перейшов у володіння київського судді Щеневського; син останього, генерал польської служби Франциск Ксаверій Щеневський продав село 1800 р. Петру Головинському; у другій половині ХІХ ст. воно належало Янковським."

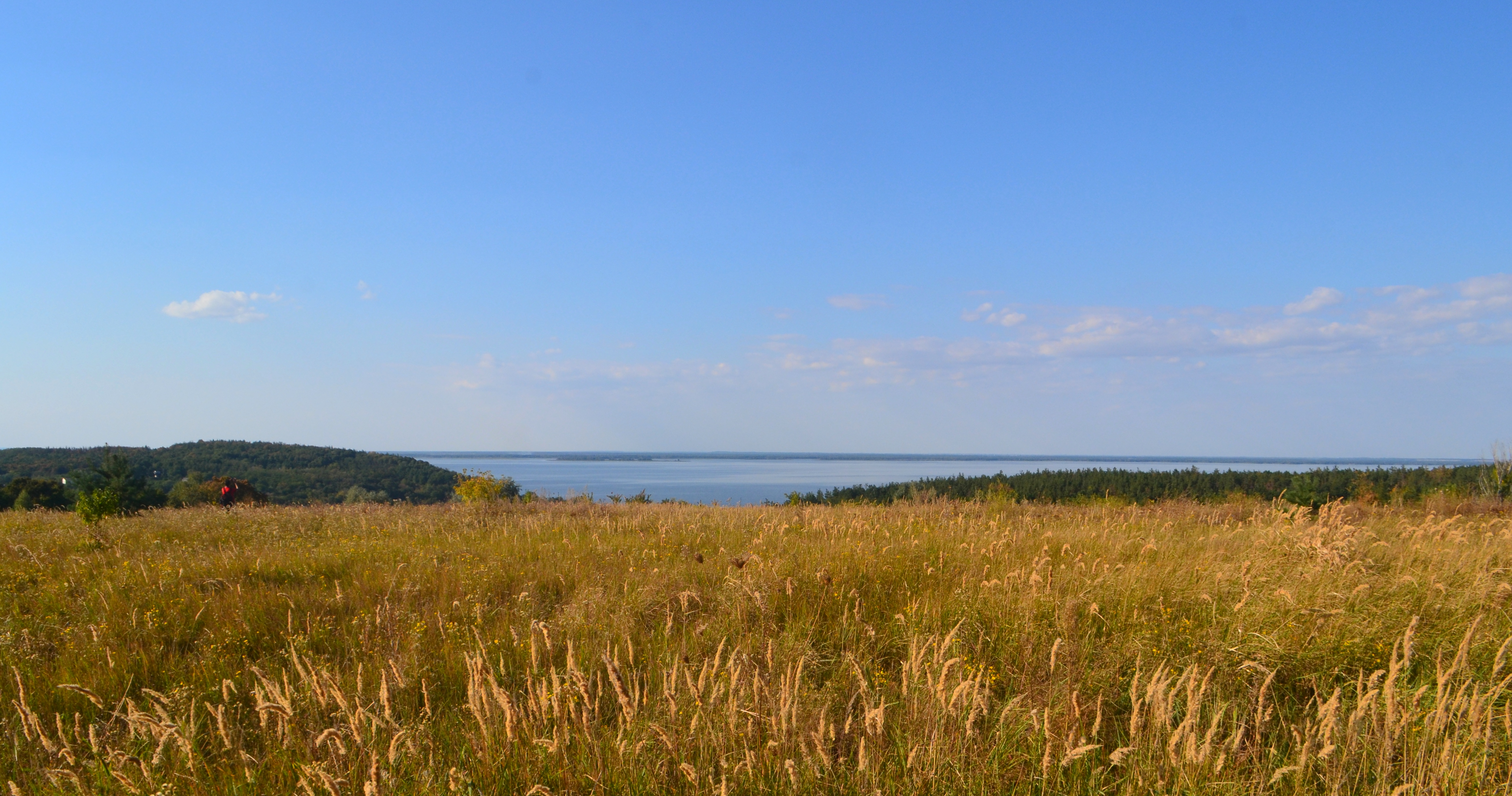
Вид на Дніпро (Канівське водосховище) із пагорба поблизу с. Ходорів

Під час Коліївщини через село проходив повстанський отаман Микита Швачка. У Ходорові до повстанців приєдналися син Федора Дяченка і Петро, пасинок старого Федора Шептухи.
У ХІХ столітті було містечком, 1900 року мало 1360 мешканців та 249 дворів, церкву, церковно-парафіяльну школу, цегельний завод, 5 вітряків5 кузень, 2 топчаки, склад лісових матеріалів та 15 лавок.
З 1920 по 1923 рік існувала Ходорівська волость. З 1923 по 1925 роки входило до складу Македонського, а з 1925 — доскладу Ржищівського районів.
Село було окуповане нацистськими військами з 6 серпня 1941 по 12 жовтня 1943 р. Проте вже після визволення села, 14 жовтня 1943 року, німецькі війська засипали село снарядами і було спалено 320 хат — усе село, вціліло лише 4 хати на березі Дніпра. Під час війн до Німеччини на примусові роботи було вивезено 100 осіб, 8 осіб було вбито нацистами. 92 ходорівці загинули на фронтах війни.

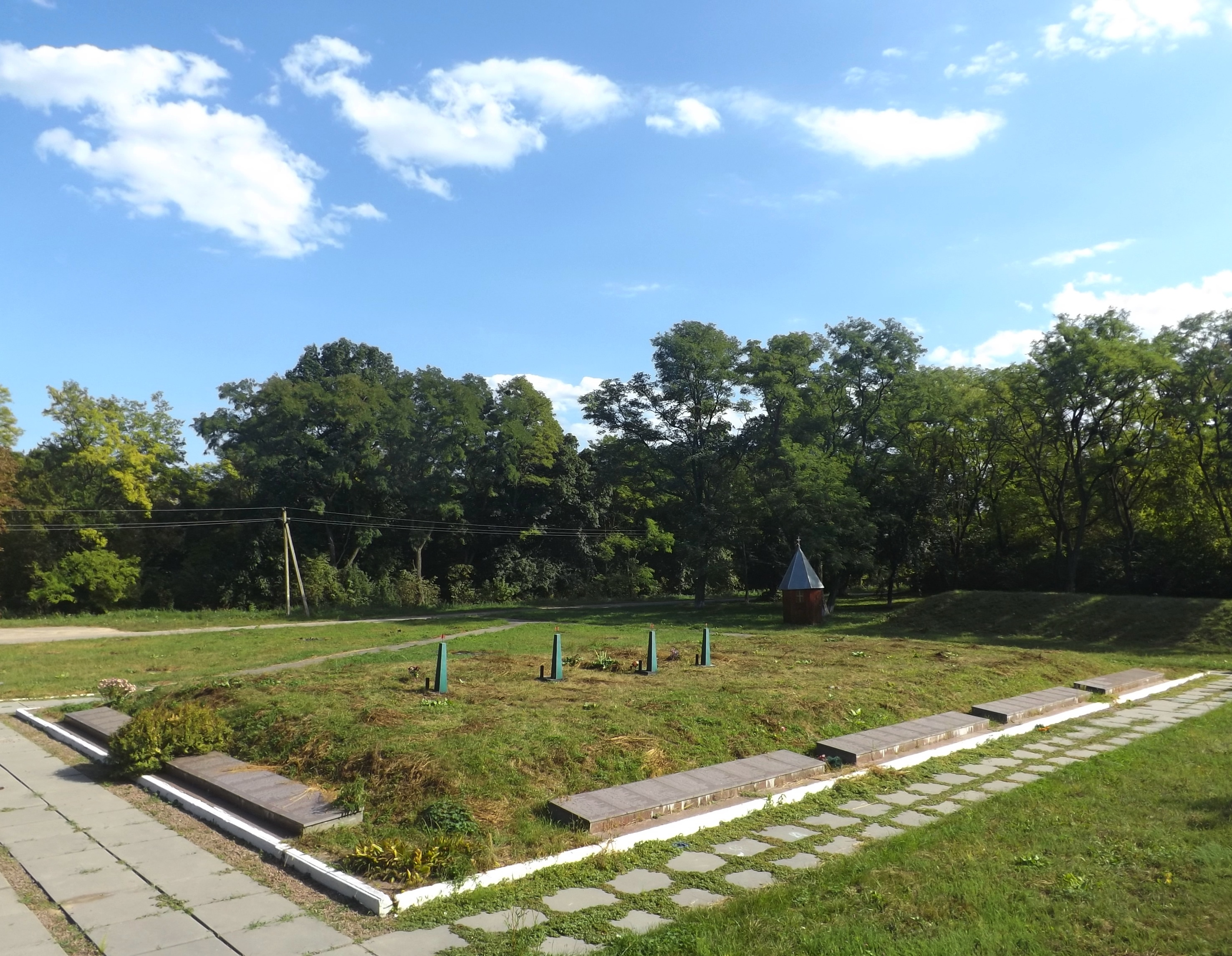
Меморіальний комплекс в с. Ходорів

1944 року село було відбудовано, відновилася робота школи. До 1959 року школа була восьмирічною, а з 1959 року стала середньою. Діяла школа до 1972 року. Сільська рада існувала до кінця 1960-х років.
1995 року споруджено великий меморіальний комплекс у пам'ять про загиблих на Букринському плацдармі. Це величезна братська могила, де вічний спочинок знайшли 2181 воїн. 2004 року за селом збудовано пам'ятну капличку.

## Церква
Першу церкву тут було побудовано 1717 року, але коли берег було підмито, храм зруйнувався. Другу церкву було побудовано 1768 року. Цю церкву було знищено вже у радянський час. Сучасну церкву збудовано впродовж 2005—2007 років.
Клірові відомості, метричні книги, сповідні розписи церкви Різдва Пресвятої Богородиці м-ка Ходорів Канівського пов. Київського нам., з 1797 р. Богуславського, з 1846 р. Канівського пов. Київської губ. зберігаються в ЦДІАК України. http://cdiak.archives.gov.ua/baza_geog_pok/church/khod_004.xml

## Інфраструктура
- Оздоровчо-лікувальний пансіонат «Ходорів».Магазин.У селі існують 8 садово-дачних кооперативів, тому у селі багато новобудов.

## Відомі люди

### Народилися
- Генеральний суддя УНР (1918), член Головної комісії у справах виборів до Українських установчих зборів (1917—1918), сенатор Українського державного сенату (1918) Бутовський Олександр Миколайович;
- художник Прядка Володимир Михайлович;
- науковець Денисенко Григорій Іванович;
- Герой Соціалістичної Праці Волковинська Параска Григорівна;
- український філософ, віце-президент Всеукраїнської асоціації марксистсько-ленінських інститутів (ВУАМЛІН), директор Інституту філософії ВУАМЛІНу, ректор Київського державного університету Левік Рувім Самійлович.

### Померли
- Кудімов Павло Васильович — Герой Радянського Союзу.

## Світлини села

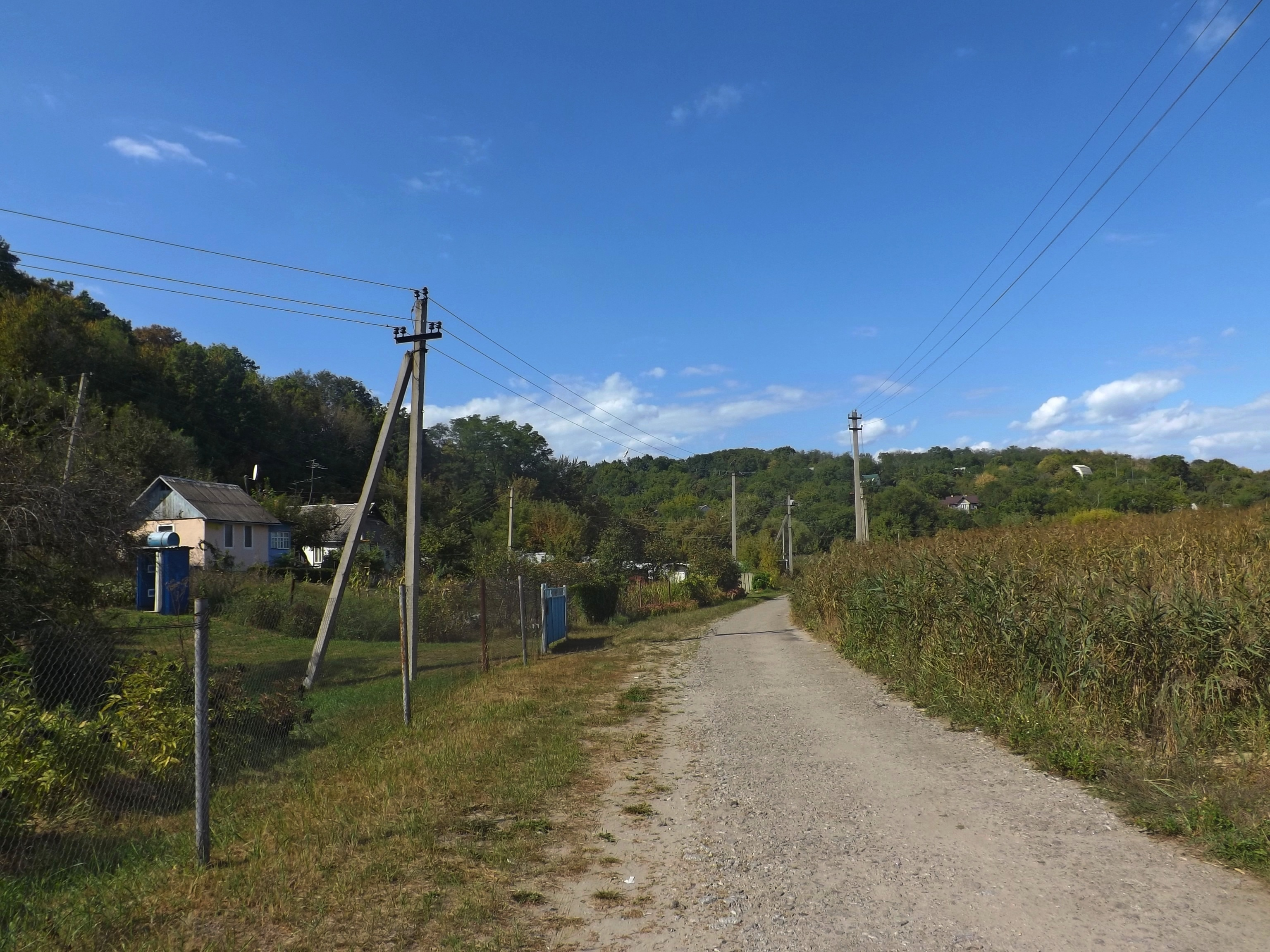
Вулиця в селі Ходорів
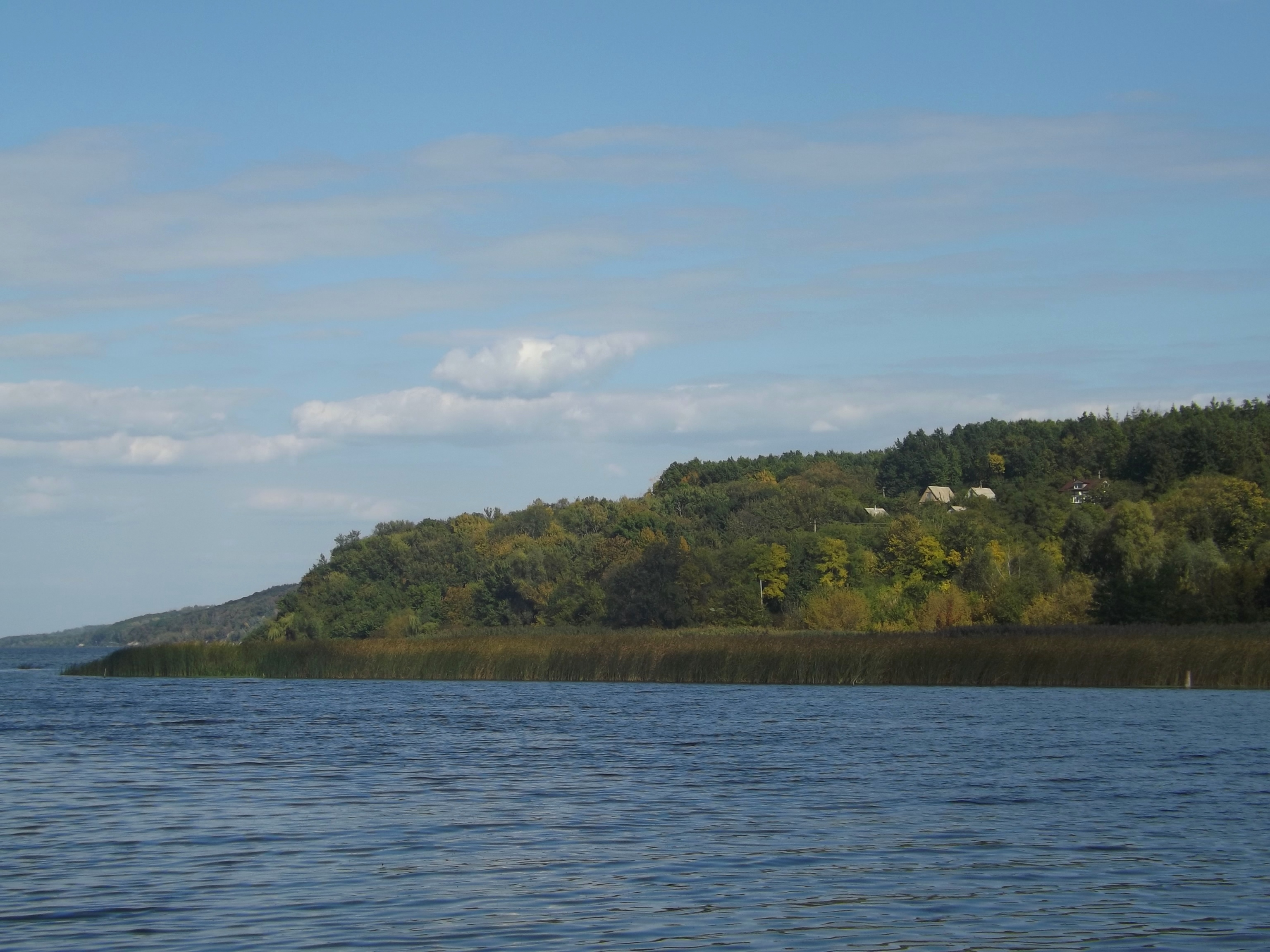
Вид на затоку Дніпра в селі Ходорів
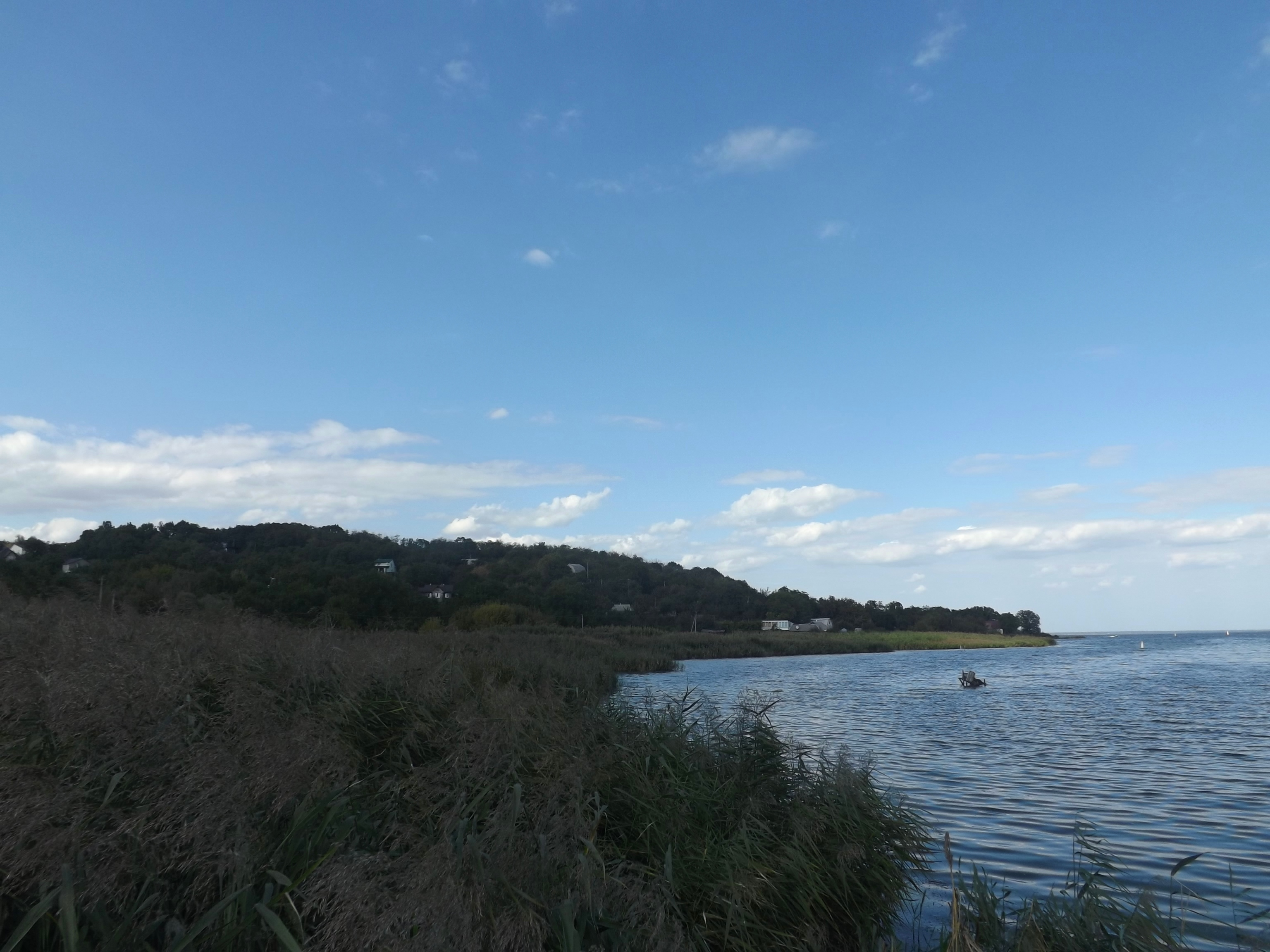
Дніпро поблизу Ходорова
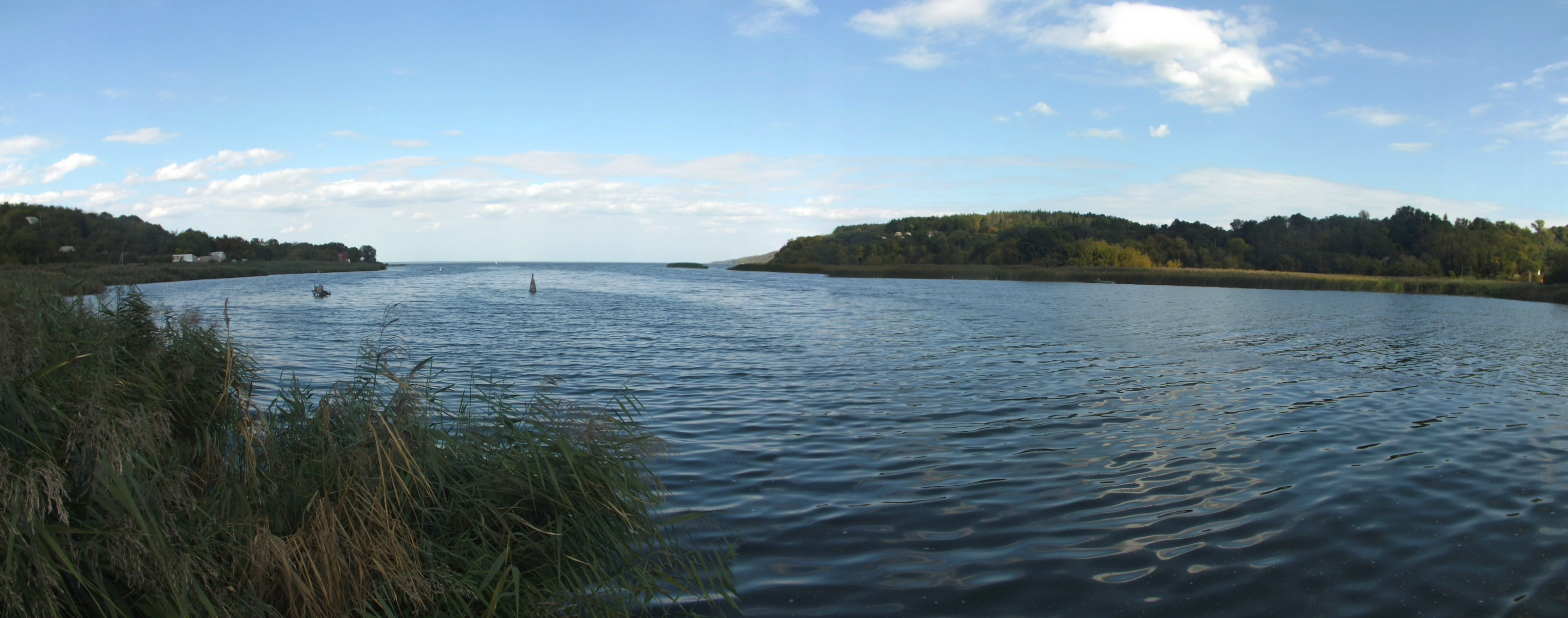
Затока дніпра в селі Ходорів
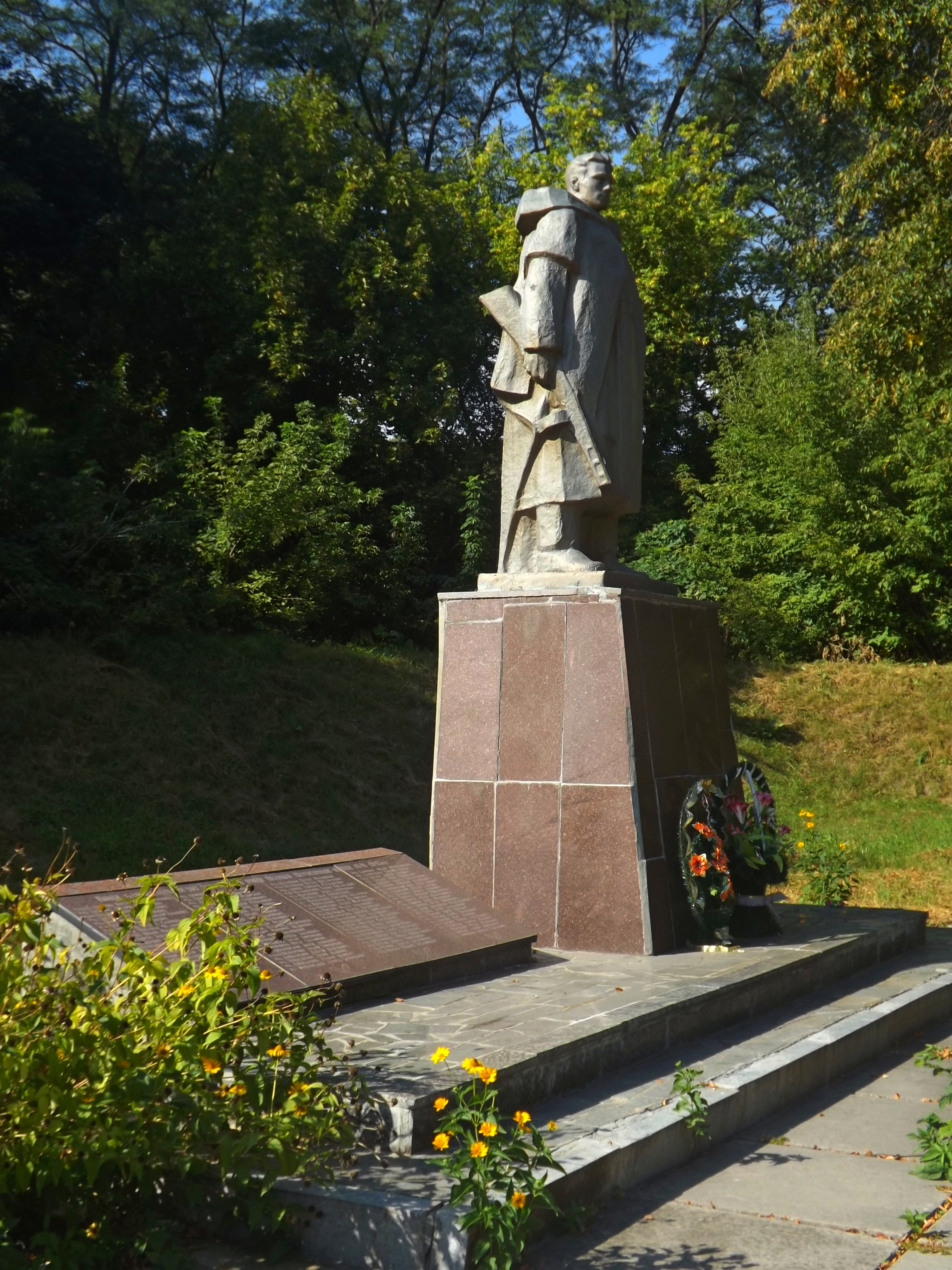
Пам'ятник уродженцям Ходорова, які загинули в роки ІІ Світової війни
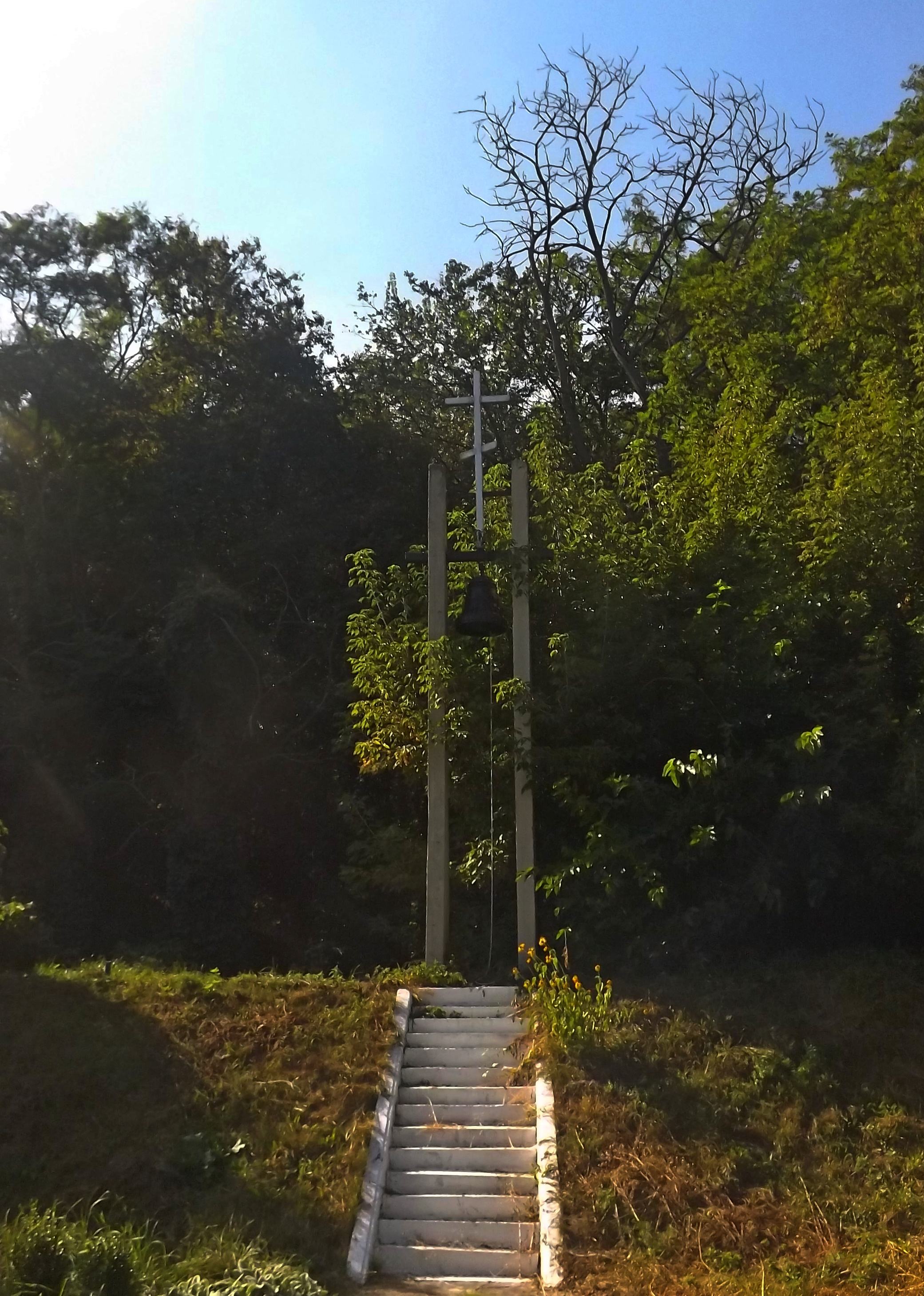
Дзвін на території меморіального комплексу в селі Ходорів
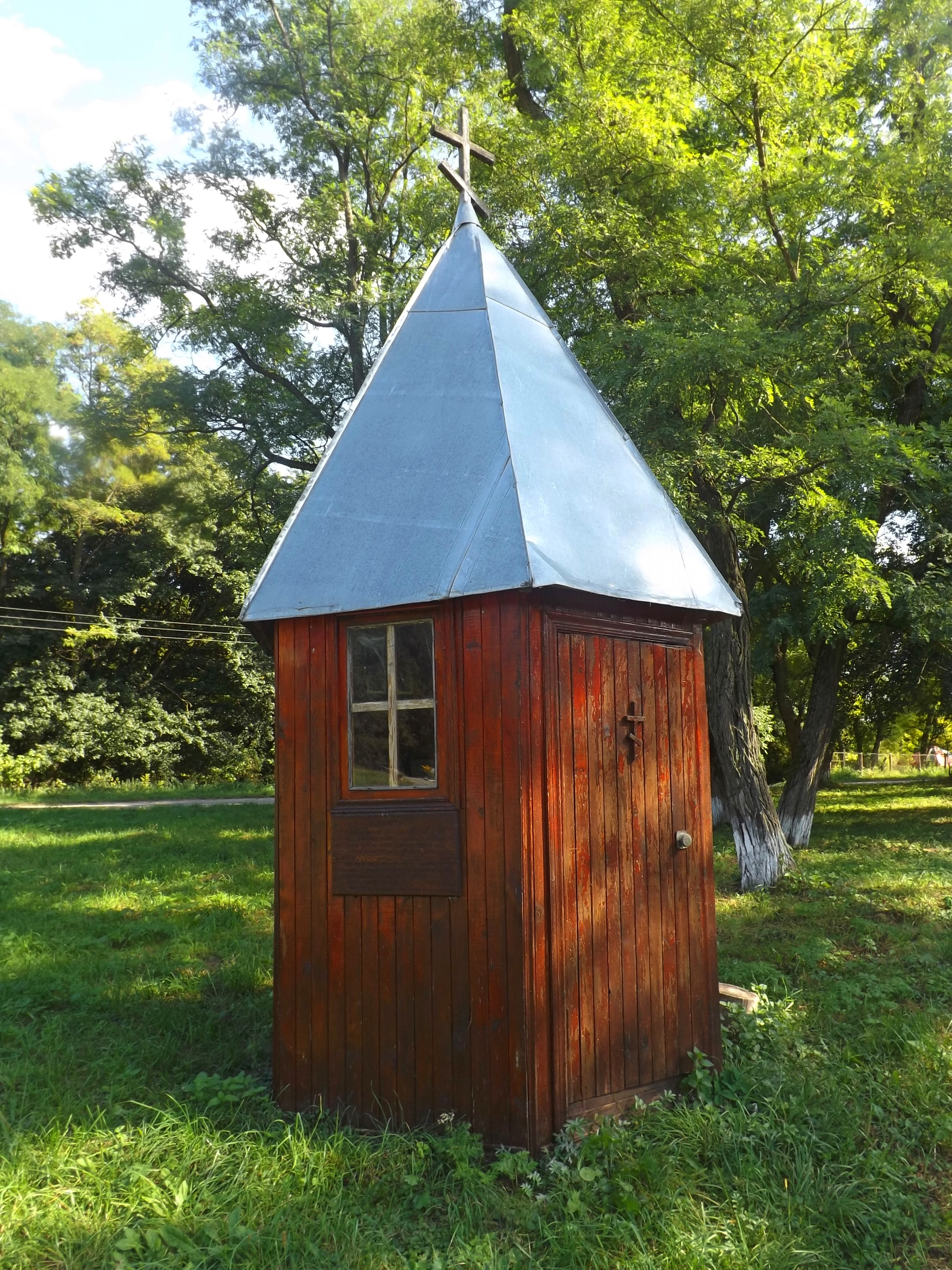
Каплиця поблизу братської могили в селі Ходорів
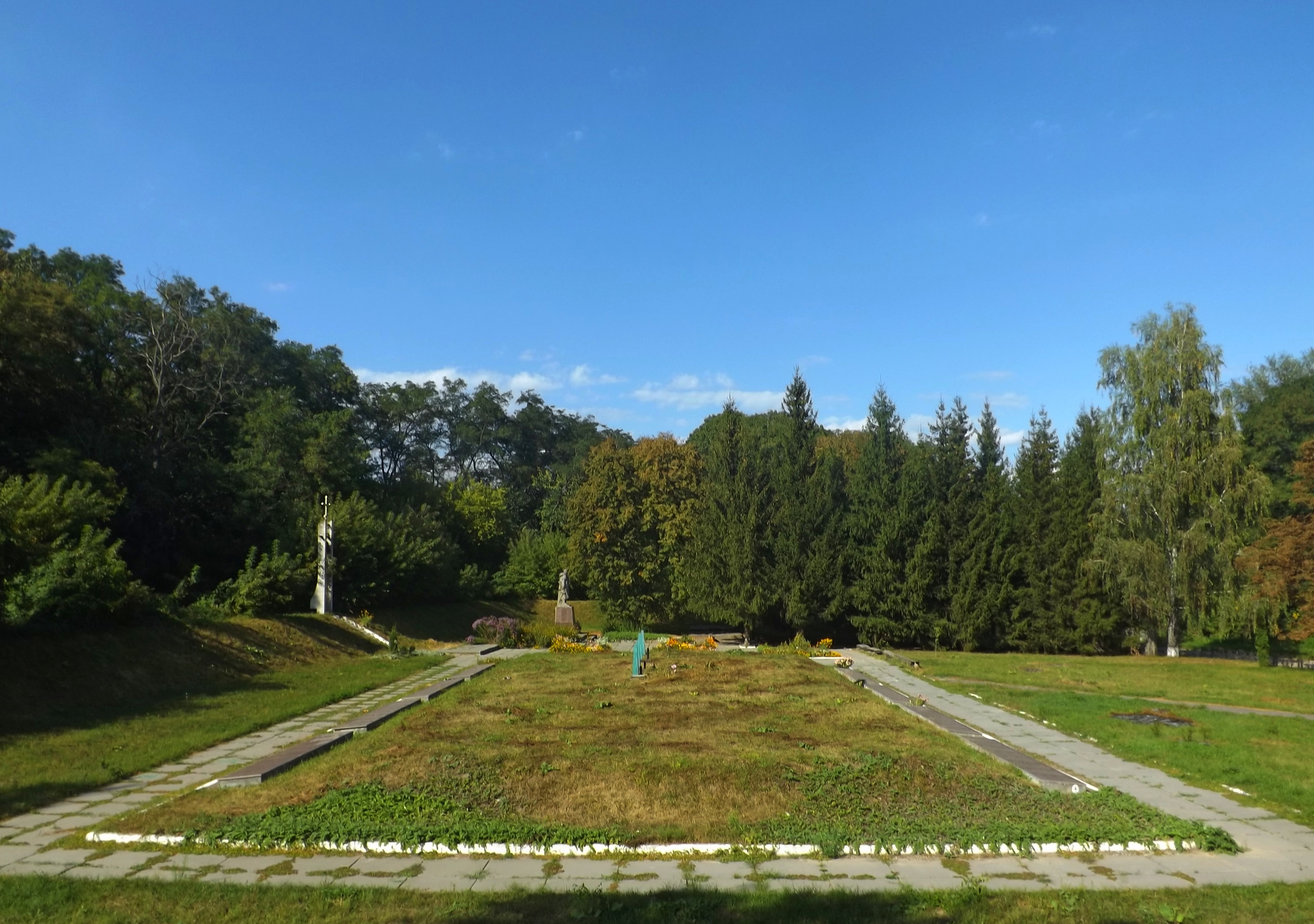
Братська могила в селі Ходорів
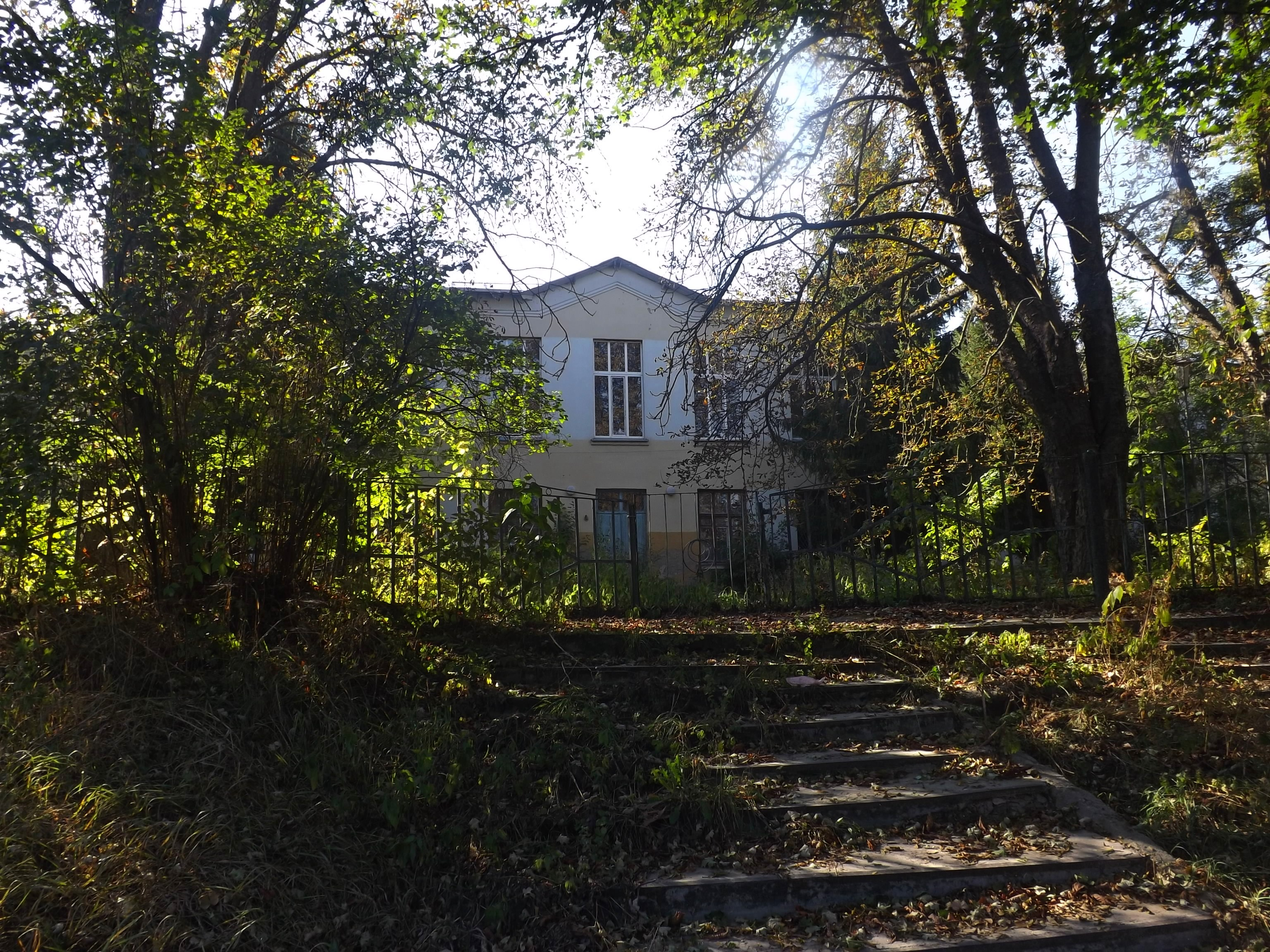
Будинок в селі Ходорів
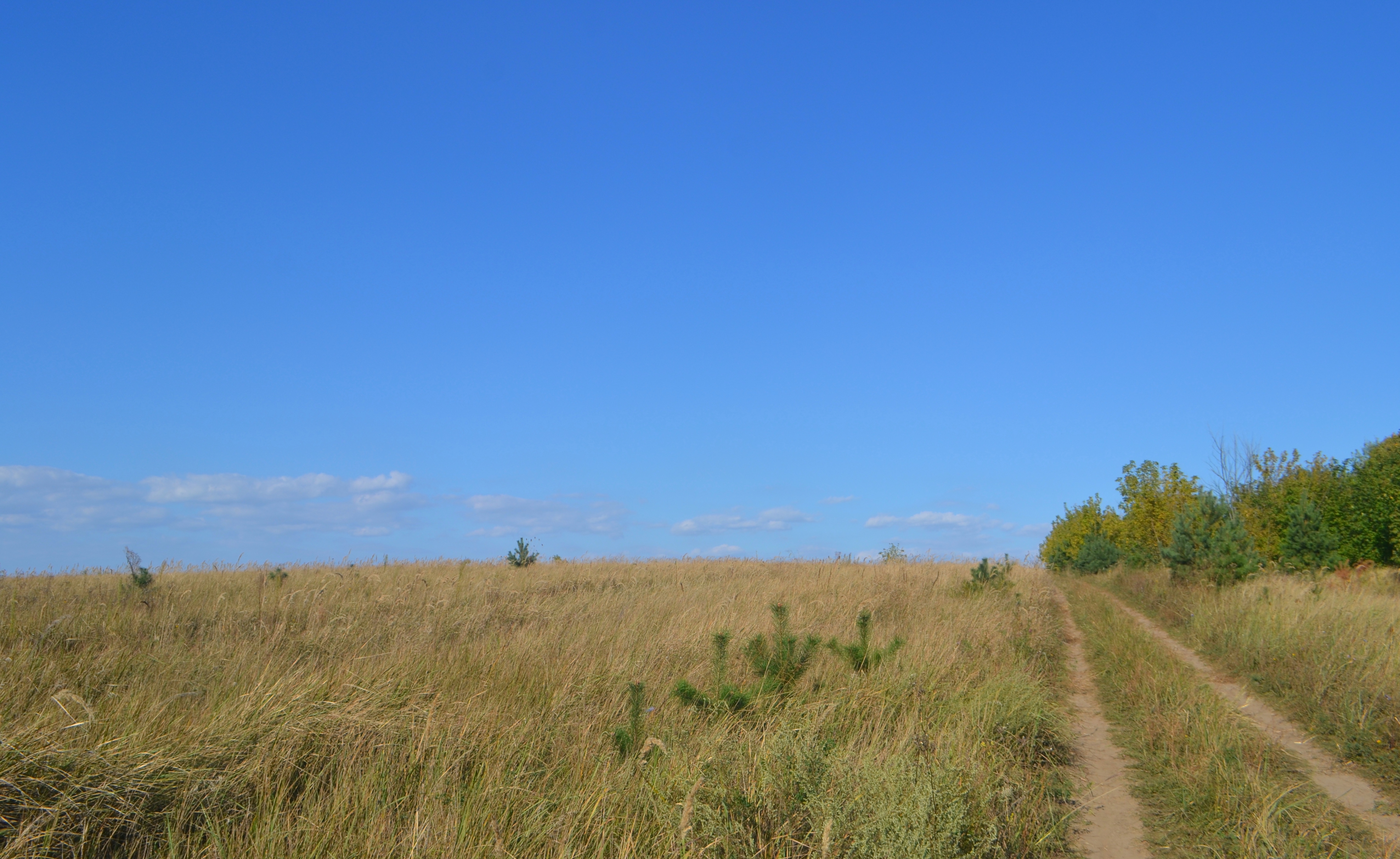
Польова дорога між селами Ходорів і Великий Букрин